# 엘메스
엘메스(영어: Elmeth, 일본어: エルメス)는 《건담 시리즈》에 등장하는 모빌 아머(MA)로 분류되는 가공의 유인 조종식 인간형 로봇 병기이다. 1979년에 방영된 TV 애니메이션 《기동전사 건담》에서 처음으로 등장했다.
작품 내에서 군사 세력 중 하나인 지온 공국군의 시제기로 "뉴타입"이라고 불리는 특수 능력자의 뇌파를 이용한 조종 시스템 "사이코뮤"를 탑재하고 있다. 사이코뮤로 원격 조작되는 무인 빔포 단말기인 "비트"를 다수 탑재하여 다방향 사격을 통해 적을 격파하는 올 레인지 공격을 자랑한다. 1985년에 TV 애니메이션으로 방송된 후속편 《기동전사 Z 건담》에 등장하는 인강형 로봇 병기 모빌 슈트(MS)인 큐베레이를 비롯해 후발 시리즈 작품군에서도 비슷한 공격 수단을 지닌 병기들이 다수 등장한다.

## 같이 보기
- 기동전사 건담
- 뉴타입